# Pouzols-Minervois
Pouzols-Minervois es una comuna francesa situada en el departamento del Aude, en la región de Occitania.

## Demografía
| 388 | 380 | 321 | 367 | 338 | 329 | 560 |
| Para los censos de 1962 a 1999 la población legal corresponde a la población sin duplicidades (Fuente: INSEE [Consultar]) |     |     |     |     |     |     |